# Rubus leucodermis

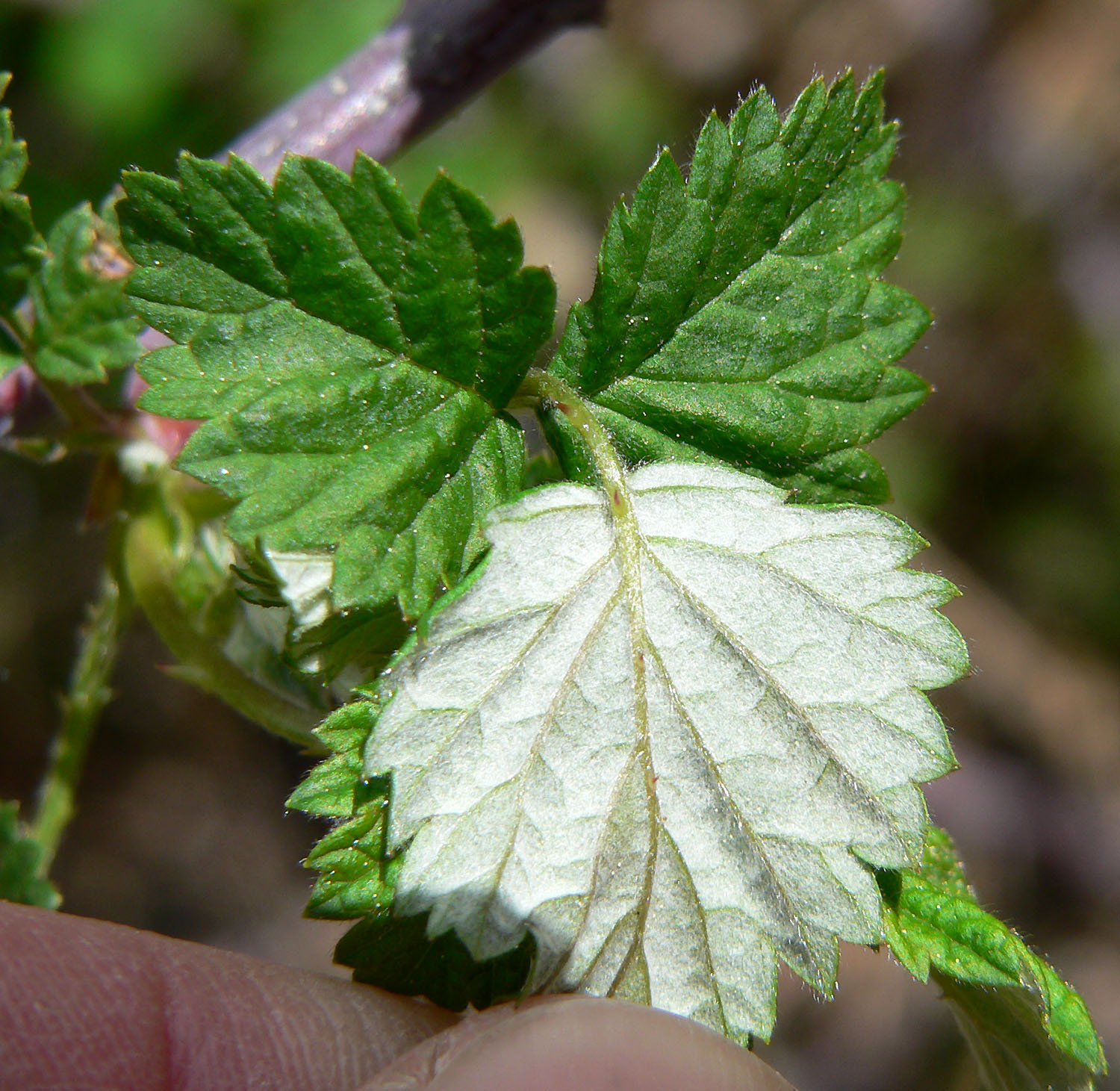
Lá của R. leucodermis

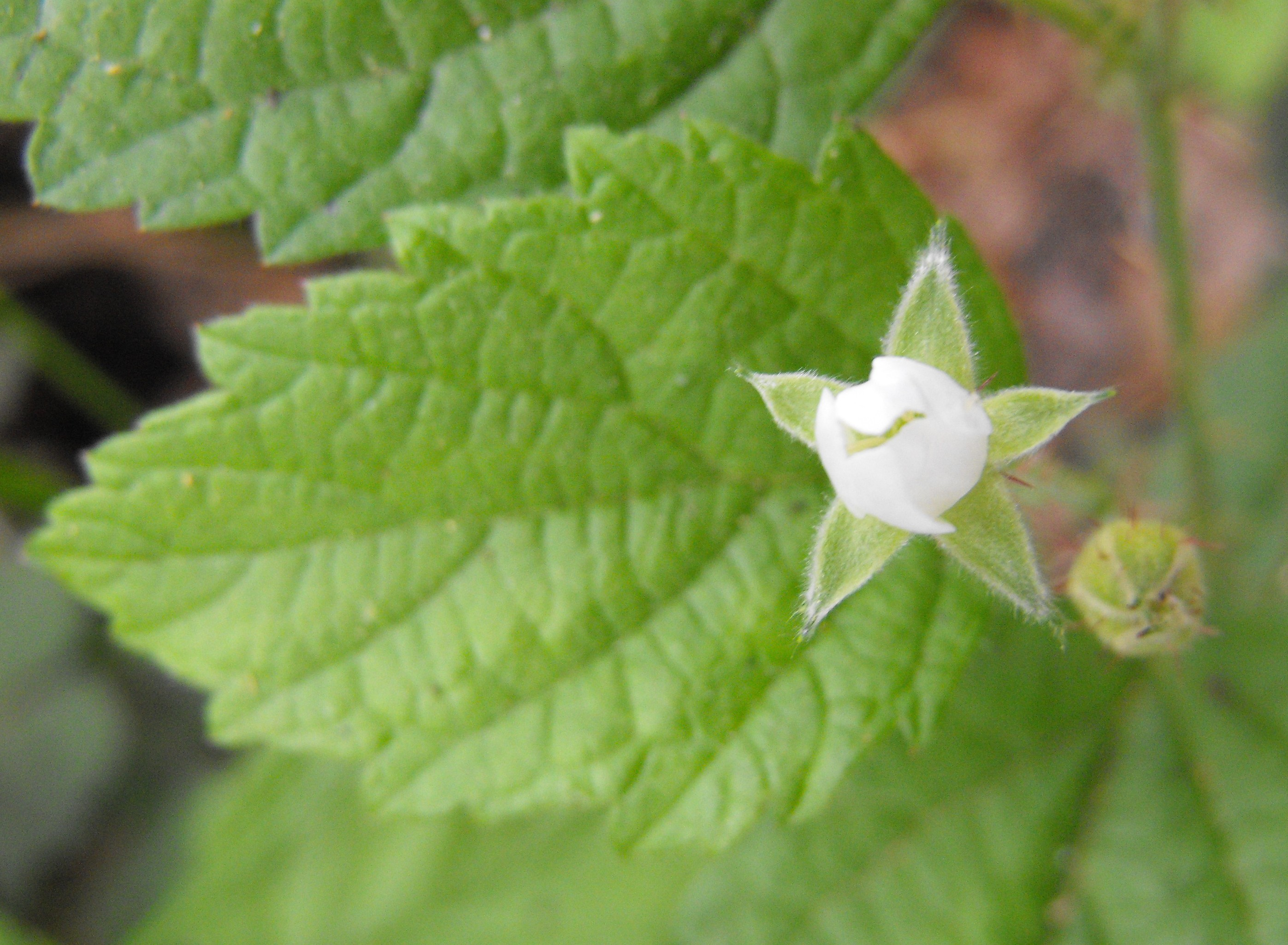
Hoa mới nở của R. leucodermis

Rubus leucodermis, được gọi là mâm xôi thân trắng, là một loài thực vật có hoa thuộc chi Mâm xôi. Loài này có nguồn gốc từ phía tây của Bắc Mỹ, bắt đầu từ Alaska chạy xuống phía nam tới các bang California, Arizona, New Mexico và Chihuahua.
R. leucodermis có quan hệ gần gũi với mâm xôi đen Rubus occidentalis ở miền đông. Cái tên leucodermis của loài này nghĩa là "da trắng", đề cập đến màu thân trắng toát trên thân cây bởi lớp bột sáp dày phủ lên nó.

## Mô tả
R. armeniacus là một cây bụi rụng lá lâu năm, chiều cao khoảng từ 0,5 đến 3 m, thân mọc đầy gai nhọn, vỏ cây màu nâu đỏ, có phủ bột sáp màu trắng rất dày. Năm đầu tiên, cây con chỉ ra lá, sang năm thứ hai mới cho hoa và kết trái. Lá có răng cưa, rụng theo mùa và mọc xen kẽ nhau, mặt trên của lá có màu sẫm hơn mặt dưới, nhưng mặt dưới lại được phủ lông tơ mềm, có 3 hoặc 5 lá chét trên mỗi cuống. Hoa lưỡng tính, có màu tím nhạt hoặc trắng hồng, đường kính khoảng 2 – 3 cm, nhỏ. Quả hạch có màu đỏ lúc ban đầu, chuyển sang tím đậm rồi dần trở nên đen bóng khi chín, đường kính 1 – 1,2 cm, có vị ngọt nhẹ. R. armeniacus thích nghi với mọi loại đất, miễn là thoát nước tốt; có thể mọc trong bóng râm hay ngoài nắng. Cây con mọc lên từ rễ của cây mẹ, thường vào mùa thu.
R. armeniacus thường lai với các giống hoang dã thuộc phân loài Idaeobatus. Ba giống được công nhận:
- Rubus leucodermis var. leucodermis
- Rubus leucodermis var. bernardinus
- Rubus leucodermis var. trinitatis

## Sử dụng
Quả mọng có thể ăn sống hoặc làm bánh mứt, hay phơi khô để trữ vào mùa đông. Lá non được dùng để ủ trà thảo mộc. Chồi non có thể được thu hoạch vào mùa xuân, ăn sống hoặc nấu chín, có vị như măng tây. Chiết xuất và bột nghiền của thân, rễ và lá có công dụng điều trị các chứng bệnh tiêu hóa, cảm cúm hay đắp vết thương.